# تيار متعرج

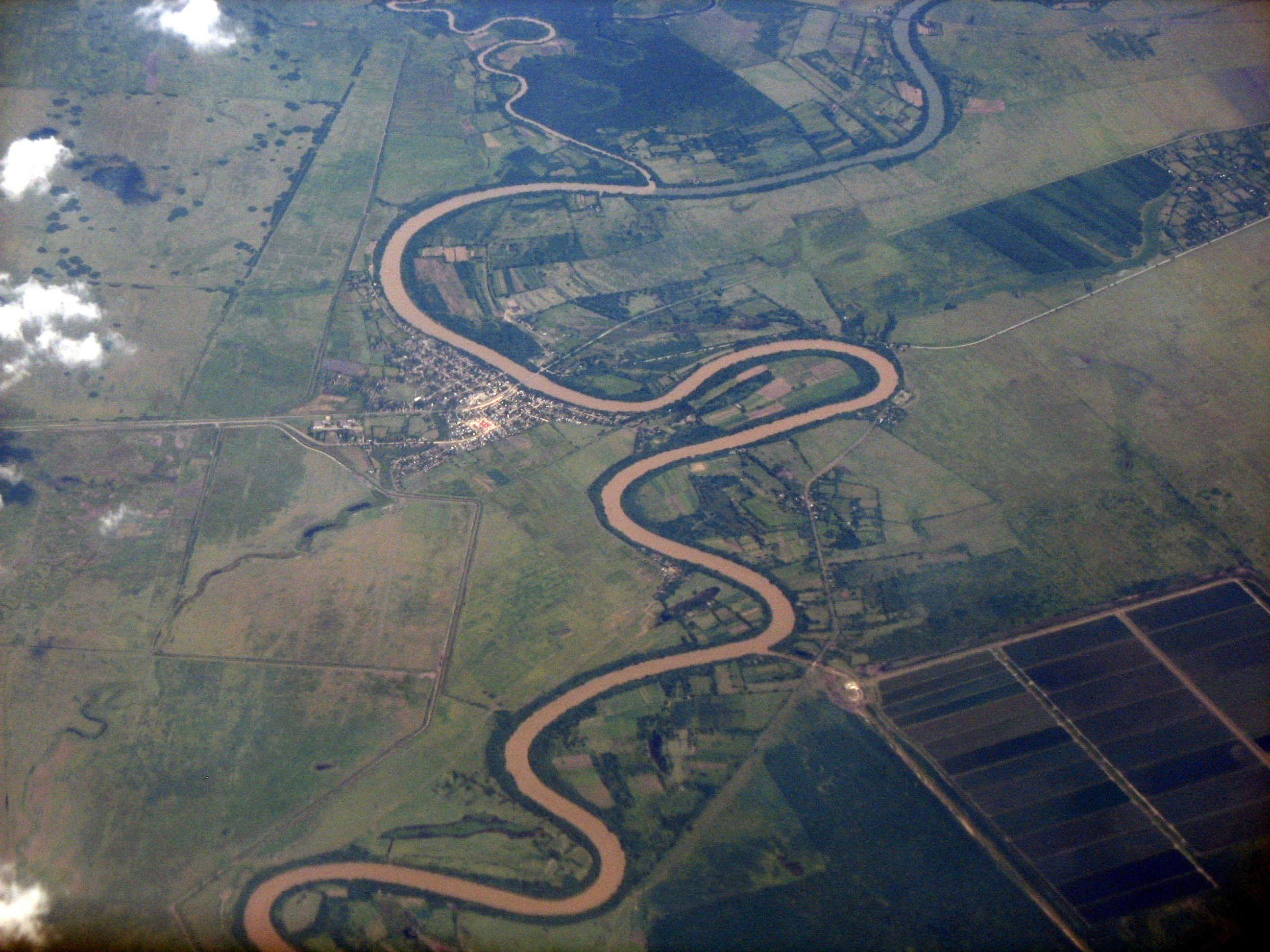
تيار متعرج في كوبا.

المُنعطَف النهري أو التيار المتعرج (بالإنجليزية: Meander)‏ هي سلسلة من المنحنيات والانعطافات والالتفافات في قناة نهرية أو مجرى مائي أو تيار مائي. ويتم تدفق المياه بواسطة التيار إذ يتأرجح من جانب إلى آخر حيث يتدفق عبر سهول الفيضانات أو ينقل قناته داخل الوادي. وتُعرّف المنطقة التي ينقل فيها تيار متعرج قناتها عبر سهول الفيضانات أو أرض الوادي من وقت لآخر على أنها حزام متعرج. وتتراوح عادة ما بين 15 إلى 18 ضعف عرض القناة.

## روابط خارجية
- Movshovitz-Hadar، Nitsa؛ Alla Shmuklar (1 يناير 2006). "River Meandering and a Mathematical Model of this Phenomenon". Physicalplus. Israel Physical Society (IPS) ع. 7. مؤرشف من الأصل في 2019-06-16.